# Жендзішовиці
Жендзішовиці (пол. Rzędziszowice) — село в Польщі, у гміні Завоня Тшебницького повіту Нижньосілезького воєводства.
Населення — 350 осіб (2011).
У 1975-1998 роках село належало до Вроцлавського воєводства.

## Демографія
Демографічна структура станом на 31 березня 2011 року:
|          | Загалом | Допрацездатний вік | Працездатний вік | Постпрацездатний вік |
| -------- | ------- | ------------------ | ---------------- | -------------------- |
| Чоловіки | 193     | 44                 | 134              | 15                   |
| Жінки    | 157     | 32                 | 95               | 30                   |
| Разом    | 350     | 76                 | 229              | 45                   |